# ワイルド (バンド)
ワイルド(Wild)は、イギリスのガールズバンド。

## メンバー
- ケイティ・フェナー（バイオリン）ロンドン出身
- イジー・ジョンストン（バイオリン）ロンドン出身
- シャンタル・レヴァートン（ヴィオラ）ロンドン出身
- アンジェリカ・リスティッチ（ピアノ・キーボード）ベオグラード出身
- イヴァ・コジッチ（ピアノ・ヴォーカル）ベオグラード出身

## ディスコグラフィー
- Time (2004)